# Mephisto (Lied)
Mephisto (メフィスト Mefisuto) ist ein Lied der japanischen Rock-/Punk-Band Queen Bee, welches am 20. April 2023 zunächst auf digitaler Ebene als Musikdownload und Musikstream und am 17. Mai gleichen Jahres auf CD veröffentlicht wurde.
Das Lied dient als musikalischer Abspann zur Anime-Fernsehserie Oshi no Ko, welcher am 12. April 2023 im japanischen Fernsehen startete.
Geschrieben und komponiert wurde das Lied von Sängerin Avu-chan. Das Lied erreichte eine Woche nach der physischen Veröffentlichung eine Notierung in den japanischen Singlecharts von Oricon.

## Komposition und Veröffentlichung
Geschrieben und komponiert wurde das Lied von Avu-chan in D-Moll und weist ein Tempo von 150 BPM auf. In einem Interview, welches Avu-chan im August 2023 mit Billboard Japan führte, erklärte sie, dass die lyrische Thematik des Liedes bereits von Anfang an fest stand. Sie fügte hinzu, dass die im Stück genutzten Motive der klassischen Literatur entspringen und außerdem von Schriftstellern wie Go Nagai, Yukio Mishima sowie von William Shakespeare beeinflusst wurden.
Das Lied wurde zunächst am 20. April 2023 zunächst auf digitaler Ebene veröffentlicht. Am 17. Mai erschien eine Single auf CD. Auf dieser befindet sich neben einer gekürzten TV-Fassung und einer Karaoke-Version des Liedes zudem das Stück Faust (ファウスト).
Ein Musikvideo wurde ebenfalls am 17. Mai 2023 auf YouTube veröffentlicht.

## Musikvideo
Am 17. Mai 2023 wurde das offizielle Musikvideo der Gruppe offiziell auf der Plattform YouTube veröffentlicht. Schauspielerin Karin Ono hatte im Musikvideo einen Gastauftritt. Avu-chan verkörpert in dem Video das Idol „Adachi“, Bassistin Yashi-chan ihren größten Fan und Gitarrist Hibari-kun ist als Türsteher zu sehen.

## Erfolg

### Besprechungen
Im Bezug auf die Anime-Fernsehserie Oshi no Ko in der Mephisto im Abspann zu hören ist, analysierte Hilary Leung von Comic Book Resources die 90-sekündige Endsequenz. Während das Lied im Vorspann, Idol, sich dem Aufstieg und Fall des Idols Ai Hoshino widmet, stehe Mephisto für die dunkle Seite ihres Sohnes Aqua, wobei auch in der Abspannsequenz Bezug auf Ai genommen wird. Der Titel des Liedes ist angelehnt an Mephistopheles aus Goethes Tragödie Faust.
Das Lied wurde von den Oshi-no-Ko-Autoren Aka Akasaka und Mengo Yokoyari sowie von den Produzenten der Anime-Fernsehserie positiv wahrgenommen und gelobt. Caitlyn Moore und MrAJCosplay listeten Mephisto listeten Mephisto im Jahresrückblick von Anime News Network als besten Anime Song des Jahres 2023. Moore schrieb, dass das Lied im Kopf stecken bleibe. Avu-chans klangvolle Stimme klinge in diesem Werk wundervoll strukturiert und lasse ihr jedes Mal beim Sprung in den Refrain den Schauer über den Rücken laufen. Im Vergleich zum bissigen Vorspannlied von Oshi no Ko sei der Text deutlich melancholischer und zurückhaltender. Laut MrAJCosplay beschreibe das Lied die persönlichen Probleme, welche die Charaktere im Laufe der Serie durchmachen müssen, was durch die Visualisierung in der Endsequenz weiter verdeutlicht werde. Der Gesang wirke hoffnungsvoll und tragisch zur gleichen Zeit. Selten habe er Lieder gefunden, die den Kontrast zu einer Sache so perfekt wiedergeben, wie es Mephisto macht.

### Kommerziell
Am 24. Mai 2023 stieg Mephisto auf Platz 16 der japanischen Singlecharts von Oricon ein.

### Chartplatzierungen
| \| ChartsChartplatzierungen \| Höchstplatzierung \| Wochen \| \| ------------------------ \| ----------------- \| ------ \| \| Japan (Oricon)[10] \| 16 (16 Wo.) \| 16 \| |                   |        |
| ChartsChartplatzierungen | Höchstplatzierung | Wochen |
| Japan (Oricon) | 16 (16 Wo.)       | 16     |

### Auszeichnungen für Musikverkäufe
Mephisto wurde von der Recording Industry Association of Japan (RIAJ) zwischenzeitlich mit einer Goldenen Schallplatte im Streaming-Segment ausgezeichnet.
| Land/Region  | Auszeichnungen für Musikverkäufe (Land/Region, Auszeichnung, Verkäufe) | Verkäufe    |
| ------------ | ---------------------------------------------------------------------- | ----------- |
| Japan (RIAJ) | Platin                                                                 | 100.000.000 |
| Insgesamt    | 1× Platin ·                                                            | 100.000.000 |

### Auszeichnungen und Nominierungen
| Jahr | Auszeichnung             | Kategorie                     | Resultat   | Quellen |
| ---- | ------------------------ | ----------------------------- | ---------- | ------- |
| 2023 | Spring 2023 Anime Awards | Favorite Ending Theme Song    | 3. Platz   | [ 12 ]  |
| 2024 | Anime Trending Awards    | Ending Theme Song of the Year | 4. Platz   | [ 13 ]  |
| 2024 | Crunchyroll Anime Awards | Best Ending Sequence          | Nominiert  | [ 14 ]  |
| 2024 | Japan Expo Awards        | Daruma – Meilleur Ending      | Ausstehend | [ 15 ]  |
| 2024 | Reddit Anime Awards      | Best ED – Publikumspreis      | Gewonnen   | [ 16 ]  |